# تپه سیدون
تپه سیدون مربوط به پیش از آغاز نگارش است و در شهرستان اراک، بخش مرکزی، دهستان مشک آباد واقع شده و این اثر در تاریخ ۲۸ اسفند ۱۳۸۵ با شمارهٔ ثبت ۱۹۰۲۸ به‌عنوان یکی از آثار ملی ایران به ثبت رسیده است